# Астрономическая годовая нумерация
Астрономическая годовая нумерация основана на нумерации лет от нашей эры, но более строго соответствует обычной десятичной целочисленной нумерации. В ней существует 0 год, предыдущие годы обозначены отрицательными числами, а последующие годы обозначены положительными числами. Астрономы использовали юлианский календарь до 1582 года, включая 0 год, и григорианский календарь для лет после 1582 года, как это использовано Жаком Кассини (1740), Саймоном Ньюкомом (1898) и Фредом Эспенаком (2007).
Префикс AD и суффиксы CE, BC или BCE (наша эра, до нашей эры) опускаются. 1 год до н. э. нумеруется 0, 2 год до н. э. пронумерован −1, и в целом год до н. э. пронумерован «-(n-1)» (отрицательное число, равное 1-n). Цифры лет нашей эры не изменяются и пишутся без знака или с положительным знаком; таким образом, в общем случае n-й год нашей эры обозначается n или +n. Для вычислений используется ноль, особенно при вычислении количества лет в периоде, охватывающем эпоху; конечные годы нужно вычесть друг из друга.
Система названа так из-за её применения в астрономии. Немногие дисциплины имеют дело со временем до первого года, например, история, дендрохронология, археология и геология, последние две из которых используют термин «годы до настоящего». Хотя абсолютные числовые значения астрономических и исторических лет различаются только на единицу до первого года, эта разница имеет решающее значение при вычислении астрономических событий, таких как затмения или соединения планет, чтобы определить, когда произошли исторические события, в которых они упоминаются.

## Использование нулевого года
Иоганн Кеплер в Рудольфинских таблицах (1627) использовал прототип нулевого года, который он назвал Christi (Христовым), между годами, обозначенными Ante Christum (до Рождества Христова) и Post Christum (после Христа), в таблицах движения Солнца, Луны, Сатурна, Юпитера, Марса, Венеры и Меркурия. В 1702 году французский астроном Филипп де ла Гир использовал год, который он обозначил Christum 0 в конце лет, обозначенных ante Christum (BC), и непосредственно перед годами, обозначенными post Christum (AD) в Tabulæ Astronomicæ, таким образом добавив обозначение 0 к Christi Кеплера. В 1740 году французский астроном Жак Кассини, которому традиционно приписывают изобретение нулевого года, завершил переход в своих астрономических таблицах, просто обозначив этот год 0, который он поместил в конце юлианских лет, обозначенных как avant Jesus-Christ (до Иисуса Христа или до н. э.), и непосредственно перед юлианскими годами, обозначенными как après Jesus-Christ (после Иисуса Христа или AD).
Кассини привёл следующие причины использования года 0:

Год 0 — это год, в котором предполагается, что родился Иисус Христос, который несколько хронологов отмечают 1 год до рождения Иисуса Христа и который мы отметили 0, так что сумма лет до и после Иисуса Христа дает интервал между этими годами, и где числа, делящиеся на 4, обозначают високосные годы, как и многие годы до или после Иисуса Христа.
-  Жак Кассини

Фред Эспанак из НАСА перечислил 50 фаз Луны в течение 0 года, показывая, что это полный год, а не момент времени. Жан Миус дал следующее объяснение:

Между астрономами и историками существуют разногласия по поводу того, как считать годы, предшествующие году 1. В Astronomical Algorithms годы до нашей эры считаются астрономически. Таким образом, год перед годом +1 — это нулевой год, а год, предшествующий последнему, — это год −1. Год, который историки называют 585 год до н. э., на самом деле является годом −584. Астрономический отсчет отрицательных лет — единственный, подходящий для арифметических целей. Например, в исторической практике подсчета правило делимости на 4, указывающее на юлианские високосные годы, больше не существует; эти годы действительно равны 1, 5, 9, 13, … годы до н. э. Однако в астрономической последовательности високосными годами являются 0, −4, −8, −12, …, и правило делимости на 4 существует.
-  Жан Миус, Астрономические алгоритмы

## Годы без нулевого года
Хотя византийский историк Венанс Грумель использовал обычные французские термины «avant J.-C.» (перед Иисусом Христом) и «après J.-C.» (после Иисуса Христа) для обозначения лет, в своей книге он использовал также отрицательные годы (обозначенные знаком минус) для обозначения лет до нашей эры и беззнаковые положительные годы для обозначения лет нашей эры. Он сделал это, возможно, чтобы сэкономить место и не поставить между ними год 0.
Версия 1.0 языка XML Schema language, часто используемая для описания данных, которыми обмениваются компьютеры в XML, включает встроенные примитивные типы данных date и dateTime. Хотя они определены в терминах ISO 8601, который использует пролептический григорианский календарь и, следовательно, должен включать год 0, в спецификации схемы XML указано, что нулевого года не существует. Версия 1.1 определяющей рекомендации изменила спецификацию на основании ISO 8601, добавив нулевой год, несмотря на проблемы, возникающие из-за отсутствия обратной совместимости.